# بيدرو ماركيز (سياسي)
بيدرو ماركيز (بالبرتغالية: Pedro Marques‏) هو اقتصادي وسياسي برتغالي، ولد في 1 أغسطس 1976 في لشبونة في البرتغال. حزبياً، نشط في الحزب الاشتراكي (البرتغال). وقد انتخب عضو مجلس الجمهورية ‏.